# Lost Souls (Loreena McKennitt)
Lost Souls é o décimo álbum de estúdio da cantora canadense Loreena McKennitt, lançado em 11 de maio de 2018.
Este álbum é uma coleção de 'sobras' de álbuns anteriores. Loreena reuniu músicos com quem já trabalhou no passado e reformulou essas músicas para que todas se encaixassem bem neste álbum.[carece de fontes?]

## Lista de faixas
| N.º | Título                             | Duração |  |
| 1.  | "Spanish Guitars and Night Plazas" | 6:41    |  |
| 2.  | "A Hundred Wishes"                 | 4:34    |  |
| 3.  | "Ages Past, Ages Hence"            | 5:27    |  |
| 4.  | "The Ballad of the Fox Hunter"     | 5:48    |  |
| 5.  | "Manx Ayre"                        | 4:03    |  |
| 6.  | "La Belle Dame Sans Merci"         | 6:09    |  |
| 7.  | "Sun, Moon and Stars"              | 4:34    |  |
| 8.  | "Breaking of the Sword"            | 5:30    |  |
| 9.  | "Lost Souls"                       | 5:09    |  |

## Paradas
| Parada (2018)                         | Maior posição |
| ------------------------------------- | ------------- |
| Áustria (Ö3 Austria Top 40)           | 13            |
| Bélgica (Ultratop Flandres)           | 32            |
| Bélgica (Ultratop Valônia)            | 80            |
| Canadá (Billboard)                    | 14            |
| Países Baixos (Dutch Charts)          | 43            |
| França (SNEP)                         | 57            |
| Alemanha (Offizielle Deutsche Charts) | 5             |
| Italian Albums (FIMI)                 | 40            |
| Escócia (Official Scottish Albums)    | 59            |
| Spanish Albums (PROMUSICAE)           | 15            |
| Suíça (Schweizer Hitparade)           | 11            |
| Estados Unidos (Billboard 200)        | 164           |